# المغير (الجزائر)
المغير مدينة وبلدية جزائرية، بها مقر دائرة المغير ومقر الولاية المستحدثة بنفس الاسم منذ 2019.

## تضاريس المنطقة
من بين أضخم تضاريسها شط مروان هو بحيرة مياه مالحة موسمية تتجمع وسط حوض طبيعي مغلق في شمال شرق الصحراء الجزائر و هو يمثل الجزء الغربي من سلسلة منخفضات تمتد من خليج قابس إلى وسط الصحراء الجزائرية والتي نشأت بين العصرين الميوسيني والبليستوسيني الحديث نتيجة للضغط المصاحب لتشكل جبال الأطلس . مع مساحة قصوى تبلغ حوالي 6 700 كم2 . لقب شط مروان في الإلياذة الاغريقية بالبحر الأفريقي الداخلي.
تعد المغير أخفض منطقة في الجزائر تحت سطح البحر ب 40-م . يبعد شط مروان عن المغير ب9 كم عن المدينة ويبلغ طوله أكثر من 6 كم يعتبر مصدرا للأبحاث العلمية في مختلف الميادين الجيولوجية والبيولوجية والبيئية وموردا أولا في إنتاج الملح في الجزائر. يعتبر وادي الخروف دائم الجريان مصدرا للسقي الفلاحي وعيش معظم الطيور لأن العديد من الأودية تصب فيه منها وادي الجدي ووادي التل... وغيرهم من الوديان.

## عادات وتقاليد
عاداتها شبيهة إلى حد كبير مدينة بسكرة في اللهجة والمأكولات واللباس التقليدي فالعرب الغرابة تقاليدهم مزيج بين الشاوية وأولاد نايل من وشم وفضة وحلي تقليدي من عنبر وألبستهم متنوعة كالعمامة والبرنوس وأما الحشاشة تقاليدهم مختلفة عن الصنف الأول فتتميز بحمل السيوف والحلي الفضي واللباس التقليدي للنساء هو الباخمار (لباس أسود فضفاض مزركش بأشرطة ملونة). و أهم أكلة عند أهل المنطقة الشخشوخة والبربوشة والباطوط (الزفيطي). كما تشتهر بالصناعات التقليدية منها الزرابي والحلي الفضي وصناعة الفخار واهتمامهم بالخيل والفروسية ومعداتها التقليدية من سروج وبنادق.

## أعلام المنطقة
منهم:
- الشيخ العلامة حبه عبد المجيد
- علي خليل رائد الإصلاح الديني .
- ثابت محمد الأزهري تلميذ عبد الحميد بن باديس.
- عبد الرزاق قسوم رئيس جمعية العلماء المسلمين الجزائريين.

و من العلماء المعاصرين :
- البروفيسور بلقاسم حبة رائد تكنولوجيات الاعلام والاتصال في عالم الالكترونيك .
- البروفيسور أحمد قسوم.
- البروفيسور حرابي عبد الحميد.
- المؤرخ الدكتور زغيدي محمد لحسن.